# Okiseius juglandis
Okiseius juglandis är en spindeldjursart som först beskrevs av Wang och Xu 1985.  Okiseius juglandis ingår i släktet Okiseius och familjen Phytoseiidae. Inga underarter finns listade i Catalogue of Life.